# レオポルド・トーレ・ニルソン
レオポルド・トーレ・ニルソン（Leopoldo Torre Nilsson, 1924年5月5日 - 1978年9月8日）は、アルゼンチンの映画監督、脚本家、映画プロデューサーである。

## 来歴・人物
1924年（大正13年）5月5日、アルゼンチンの首都ブエノスアイレスに生まれる。父は映画監督のレオポルド・トーレス・リオス、母はスウェーデン移民、父の1歳上の兄である伯父は撮影監督・映画監督のカルロス・トーレス・リオスである。
満15歳を迎える1939年（昭和14年）に公開された、父レオポルド・トーレス・リオス監督の映画 Los pagares de Mendieta で助監督を務めたのが、もっとも古い映画界での記録である。第二次世界大戦後の1947年（昭和22年）、短篇映画 El muro を監督して、映画監督、脚本家としてもデビューする。
1957年（昭和32年）、『天使の家』を監督、第10回カンヌ国際映画祭のコンペティション部門に出品、賞は逃した。1959年（昭和34年）に監督した La caída は、同年の第9回ベルリン国際映画祭のコンペティション部門に出品して賞は逃したが、翌年1960年（昭和35年）のアルゼンチン映画批評家協会賞で銀のコンドル賞を獲得した。同年監督した Fin de fiesta は、同年の第10回ベルリン国際映画祭のコンペティション部門に出品して賞は逃した。
1961年（昭和36年）に開かれた第26回ヴェネツィア国際映画祭で、審査員を務めた。同年に監督した La mano en la trampa は、同年の第14回カンヌ国際映画祭のコンペティション部門に出品して国際映画批評家連盟賞を獲得した。1962年（昭和37年）に監督した Setenta veces siete は、同年の第15回カンヌ国際映画祭のコンペティション部門に出品して賞は逃した。1963年（昭和38年）に監督した La terraza は、同年の第13回ベルリン国際映画祭のコンペティション部門に出品して賞は逃した。1967年（昭和42年）に監督した La chica del lunes は、同年の第20回カンヌ国際映画祭のコンペティション部門に出品して賞は逃したが、前年に監督した El ojo que espía は、アルゼンチン映画批評家協会賞で銀のコンドル賞を獲得した。
1971年（昭和46年）に監督した Güemes: la tierra en armas は、同年のモスクワ国際映画祭に出品されたが、賞は逃した。1972年（昭和48年）に監督した『MAFIA 血の掟』は、翌1973年（昭和48年）のアルゼンチン映画批評家協会賞で銀のコンドル賞を獲得、同年に監督した Los siete locos は、同年の第23回ベルリン国際映画祭のコンペティション部門に出品して、銀熊賞を獲得した。1974年（昭和49年）に監督した Boquitas pintadas は、同年のサン・セバスティアン国際映画祭で、銀の貝殻賞と審査員特別賞を同時受賞した。
1978年（昭和53年）9月8日、ブエノスアイレスで死去した。満54歳没。ブエノスアイレス英国墓地に眠る。

## フィルモグラフィ
特筆以外はすべて監督作である。劇映画の監督作に関してはフルリストである。
- Los pagares de Mendieta : 監督レオポルド・トーレス・リオス、1939年 - 助監督
- El muro : 短篇映画、1947年 - 監督・脚本
- El crimen de Oribe : 共同監督レオポルド・トーレス・リオス、1950年
- El hijo del crack : 共同監督レオポルド・トーレス・リオス、1953年
- Días de odio : 1954年
- La Tigra : 1954年
- Para vestir santos : 1955年
- Graciela : 1956年
- El protegido : 1956年
- 『天使の家』 La casa del ángel : 1957年、日本公開1959年9月22日、配給中央映画社  - 監督・脚本
- El secuestrador : 1958年
- La caída : 1959年
- Fin de fiesta : 1960年
- Un guapo del 900 : 1960年
- La mano en la trampa : 1961年
- Piel de verano : 1961年
- Setenta veces siete : 1962年
- Homenaje a la hora de la siesta : 1962年
- La terraza : 1963年
- El ojo que espía : 1966年
- La chica del lunes : 1967年
- Los traidores de San Angel : 1967年
- Martín Fierro : 1968年
- Estirpe de raza : 1970年
- Güemes: la tierra en armas : 1971年
- 『MAFIA 血の掟』 La maffia : 1972年、日本公開1973年6月9日、配給コロンビア ピクチャーズ日本支社  - 監督・脚本
- Los siete locos : 1973年
- Boquitas pintadas : 1974年
- El pibe Cabeza : 1975年
- La guerra del cerdo : 1975年
- Piedra libre : 1976年

## 関連事項
- レオポルド・トーレス・リオス （en:Leopoldo Torres Ríos）
- カルロス・トーレス・リオス （en:Carlos Torres Ríos）
- ベアトリス・グイド （en:Beatriz Guido）
- 第26回ヴェネツィア国際映画祭 （it:26ª Mostra internazionale d'arte cinematografica di Venezia）
- アルゼンチン映画批評家協会 （en:Argentine Film Critics Association）
- ブエノスアイレス英国墓地 （en:Cementerio Británico）

## 註
1. 1 2 3 4 5 6 7 8 9 10 11 12 13 14 15 16 17 18 19  Leopoldo Torre Nilsson, Internet Movie Database （英語）, 2010年10月20日閲覧。
2. ↑  Leopoldo Torres Ríos - IMDb（英語）, 2010年10月20日閲覧。
3. ↑  Leopoldo Torre Nilsson, Find A Grave （英語）, 2010年10月20日閲覧。